# Синдикат (роман)
«Синдикат» (англ. The Syndic) — науково-фантастичний роман американського письменника Сиріла Корнбласа, виданий 1953 року.

## Сюжет
Пролог описує ситуацію: майбутня Північна Америка розділена між конкуруючими злочинними угрупованнями: Синдикатом на Східному узбережжі та Мобом у Чикаго, які керували федеральним урядом в еміграції в Ісландії, Ірландії та інших північноатлантичних островах. Життя більш-менш повернулося до нормального русла на території Синдикату — тимчасові захисні гроші виплачуються вчасно. Решта світу впала в селянське життя або племінний устрій.
Відношення до сексу, як правило, толерантні, дозволяються вільні стосунки поза шлюбом, і одночасно приймається як полігамія, так і поліандрія. (Однак чоловіча гомосексуальність відсутня, а про лесбійство ніколи не згадується).
Головний герой Чарльз Орсіно — дрібний чиновник у Синдикаті, який збирає захисні гроші в Нью-Йорку. Після невдалої спроби вбивства він запрошений на зустріч з керівництвом Синдикату, які підозрюють, що відповідальними за замах є американський уряд в екзилі. Щоб дізнатись правду та проникнути у владу, Чарльз добровільно погоджується працювати під прикриттям, для цього шляхом гіпнозу створюється фальшива особистість, це дозволить обдурити детектори брехні. Він був забраний на основну військово-морську базу американського уряду в Ірландії. Він також відвідує Ірландію за межами території уряду: він член племені й керується чаклунами, які мають справжні сили телепатії. В ході його подорожі стає зрозумілим, що Англія також знаходиться на племінному  рівні, проте є набагато слабшою.
Потрапляючи на батьківщину, він також відвідує територію Мобів і бачить її більш дезорганізованою. Він припускає, щоб синдик став більш схожим на стабільний уряд, щоб захистити себе. Але його наставник відкидає це, і книга закінчується цим твердженням.

## Відгуки та впливи
В Енциклопедії наукової фантастики зазначено, що роман був помилково сприйнятий як «неповноцінний» у порівнянні з творами Корнбласа у співаторстві, автори дійшли висновку, що аспекти структури уряду «Синдикату» були «ефективними і навіть пророчими».
Дослідження роману про агоризм або анархо-капіталізм виявилася популярною серед лібертаріанців. Роман вплинув на Самуїла Едуарда Конкина III, який вважав його недооціненою класикою. У 1986 році роман також потрапив до Залу слави премії «Прометей».